# 139 Pułk Artylerii Ciężkiej
139 pułk artylerii ciężkiej (139 pac) – oddział artylerii ciężkiej ludowego Wojska Polskiego.
Pułk został sformowany w 1951 roku w garnizonie Olsztyn (OW Nr I), w składzie 8 Korpusu Piechoty (od 1953 roku - 8 Korpusu Armijnego). Zimą 1955/1956 roku oddział został przeformowany w 139 Pułk Artylerii Armat według etatu Nr 4/125 o stanie 604 wojskowych i 12 pracowników cywilnych. W 1956 roku jednostka została rozformowana.